# Сеад Капетанович
Сеад Капетанович (босн. Sead Kapetanović, нар. 21 січня 1972, Сараєво) — югославський та боснійський футболіст, що грав на позиції захисника.
Виступав, зокрема, за клуби «Вольфсбург» та «Боруссія» (Дортмунд), а також національну збірну Боснії і Герцеговини.

## Клубна кар'єра
У дорослому футболі дебютував 1989 року виступами за команду «Желєзнічар», в якій провів три сезони, взявши участь у 29 матчах чемпіонату Югославії.
1992 року через війну у Боснії відправився до Німеччини, де спочатку грав в Оберлізі, третьому дивізіоні країни за клуби «Вікторія» (Ашаффенбург) та «Вісбаден», а у сезоні 1994/95 грав у другій Бундеслізі за «Франкфурт».
1995 року став гравцем «Вольфсбурга», з яким через два сезони вийшов у Бундеслігу. Відіграв за «вовків» чотири сезони своєї ігрової кар'єри. Більшість часу, проведеного у складі «Вольфсбурга», був основним гравцем захисту команди, зігравши за клуб понад сто матчів у чемпіонаті.
1999 року уклав контракт з «Боруссією» (Дортмунд), але не став основним гравцем і виходив на поле вкрай рідко, через що на початку 2002 року повернувся на батьківщину. Всього у вищому дивізіоні Німеччини боснієць провів 57 матчів і забив 2 голи, ще 89 ігор (8 голів) провів у Другій Бундеслізі
Завершив професійну ігрову кар'єру у клубі «Сараєво», за який виступав протягом 2002—2003 років, вигравши з командою 2002 року свій перший і єдиний трофей — Кубок Боснії і Герцеговини.

## Виступи за збірну
6 листопада 1996 року дебютував в офіційних матчах у складі національної збірної Боснії і Герцеговини в грі проти Італії (2:1). Протягом кар'єри у національній команді, яка тривала 5 років, провів у формі головної команди країни 14 матчів.